# Chiesa di San Regolo (Montaione)

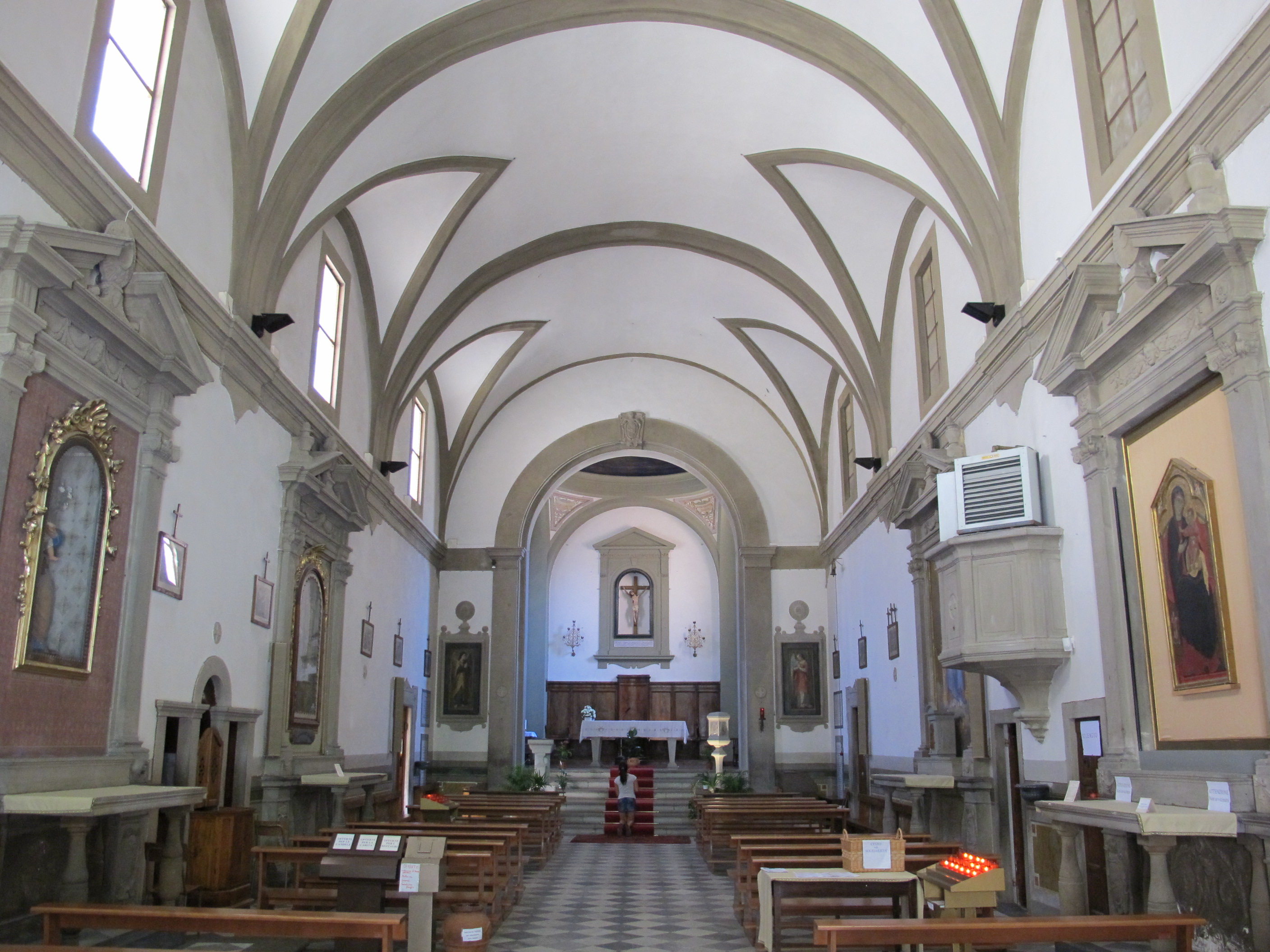
Interno

La chiesa di San Regolo si trova nella piazza centrale dell'abitato di Montaione, comune italiano in provincia di Firenze, diocesi di Volterra.

## Storia
Appartenuta fin dal XII secolo alla diocesi di Volterra, fu unita nel 1816 alla chiesa di San Bartolomeo a Santo Stefano. Nel corso dei secoli fu sottoposta a diversi lavori di ingrandimento e rifacimento.
Il corpo del beato Vivaldo da San Gimignano al momento della sua morte (1º maggio 1320) era stato tumulato sotto l'altare maggiore di questa chiesa. Quando il culto del beato fu confermato da papa Pio X (13 febbraio 1908) il corpo fu traslato nella cappella all'interno della chiesa a lui dedicata, nella frazione di San Vivaldo. In realtà il corpo del beato fu spostato già nel Seicento quando la chiesa fu completamente rifatta a spese del montaionese Cristoforo del Bianco, alias Scipione Ammirato il Giovane (che ereditò il nome da Scipione Ammirato autore delle Istorie fiorentine di cui fu segretario) che fu tumulato sotto l'altare maggiore, come si può leggere al primo gradino verso l'altare e nella lapide posta all'esterno sull'abside.

## Descrizione
La facciata attuale è inquadrata da due contrafforti del 1765 e l'interno, scandito da modanature in pietra serena con volte a botte, è frutto del rifacimento del 1635 a spese di Scipione Ammirato il Giovane. 
Al primo altare a destra è stata ricollocata recentemente la Madonna del Consiglio, di Guido di Graziano della seconda metà del XIII secolo, che era stata rimossa e sostituita da una riproduzione fotografica a grandezza reale.
Al centro dell'abside, costruita nel 1602 e decorata nel 1854 da Cesare Maffei con la Vergine in gloria tra i santi Regolo e Bartolomeo, è collocato un Crocifisso ligneo del XIV secolo, molto venerato. Sulla cantoria in controfacciata vi è l'organo a canne, costruito da Antonio Ducci nel 1840; esso è a trasmissione meccanica e dispone di 20 registri su unico manuale e pedale.
Da una porta nella parete destra si accede all'Oratorio della Compagnia dove sono custoditi la Madonna col Bambino e Santi di Francesco Rosselli (1584) e il secentesco Angelo Custode di Orazio Fidani.

## Altre immagini

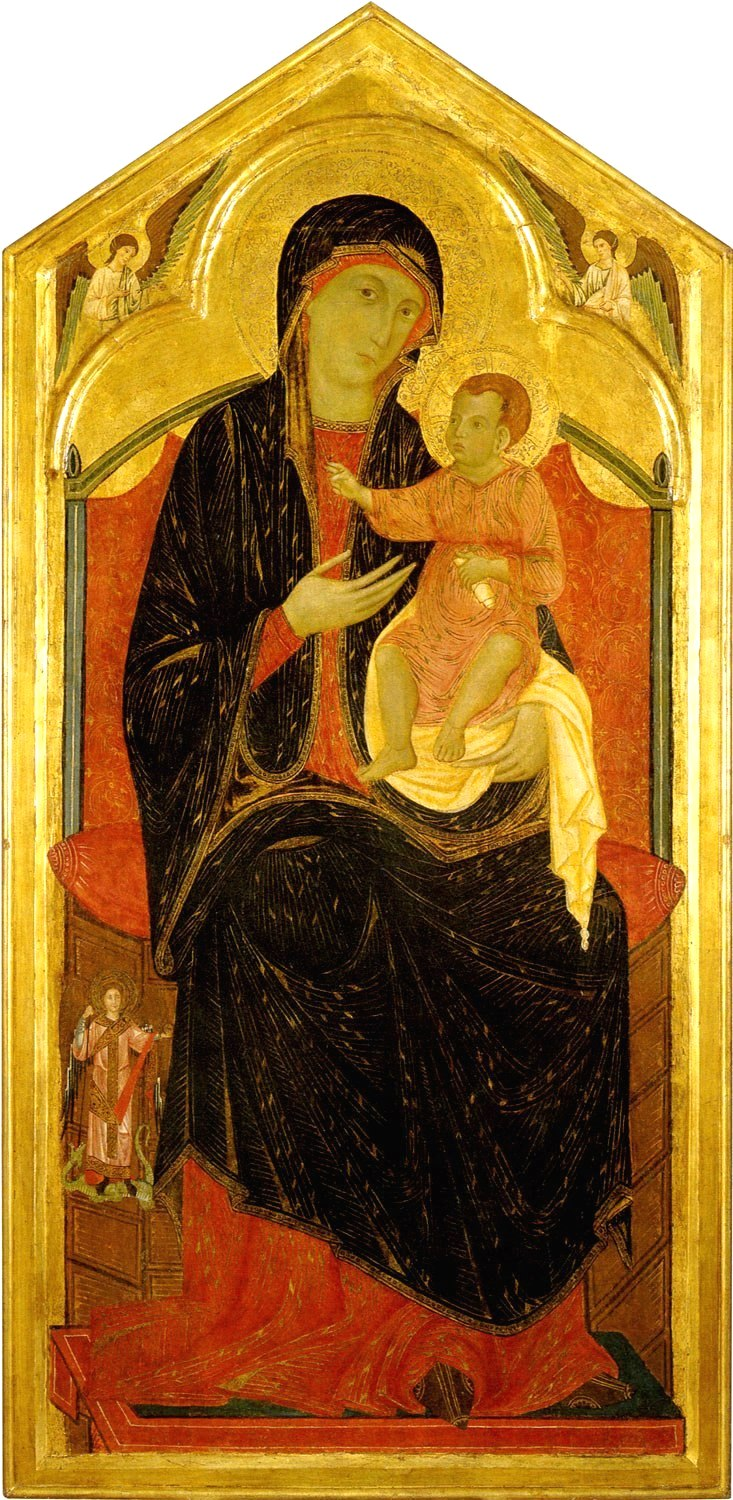
Guido di Graziano, Madonna del Buonconsiglio
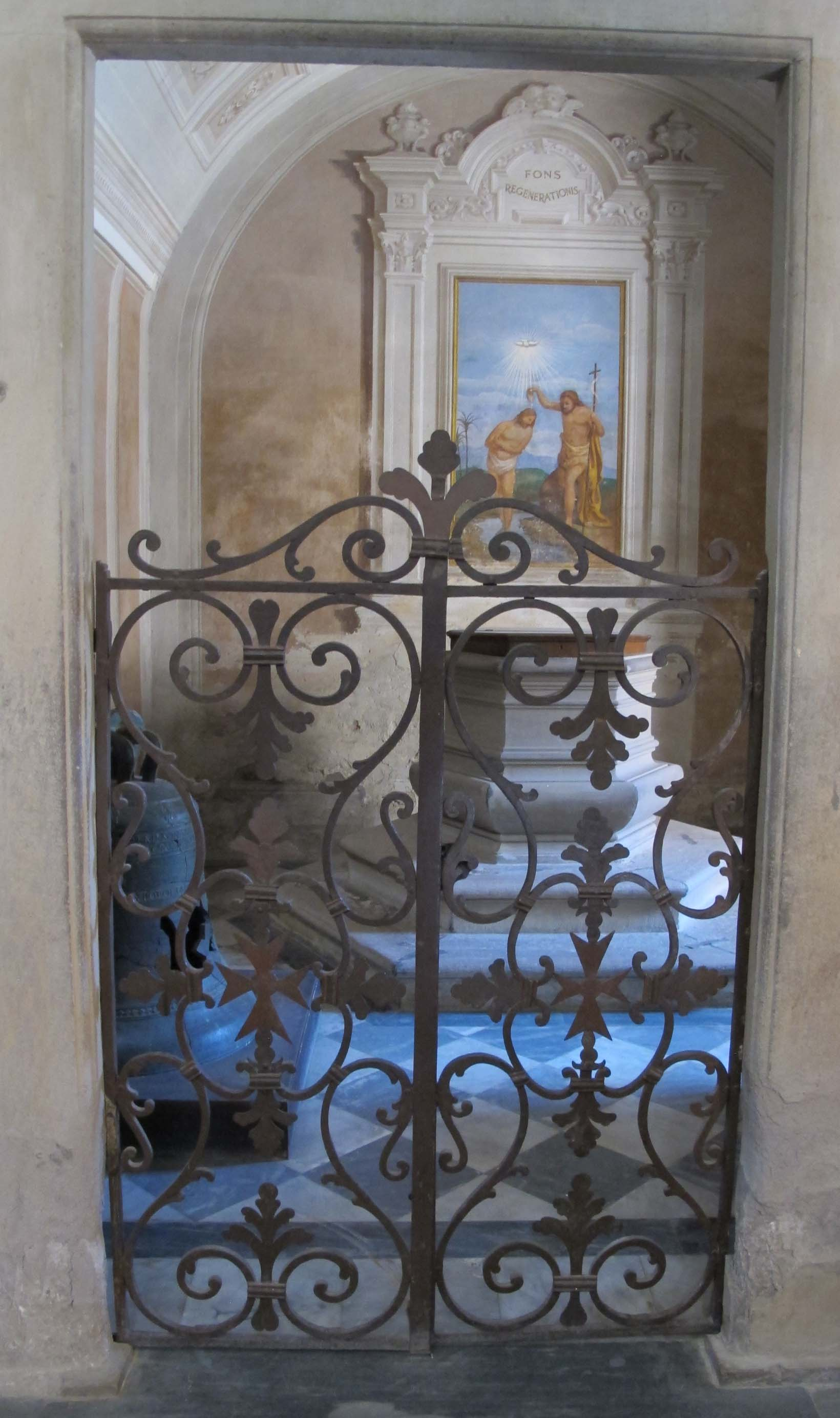
Fonte battesimale
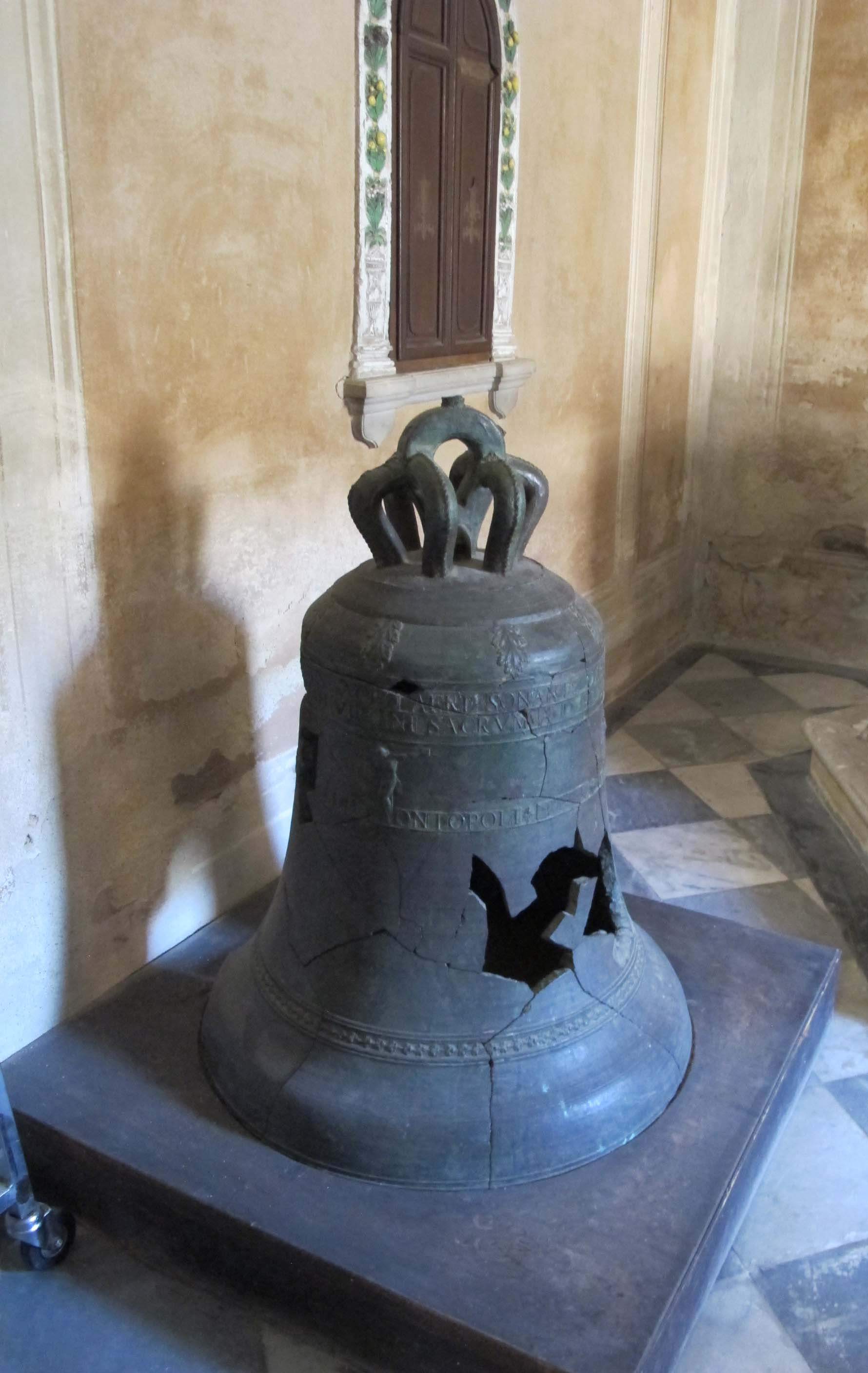
Antica campana
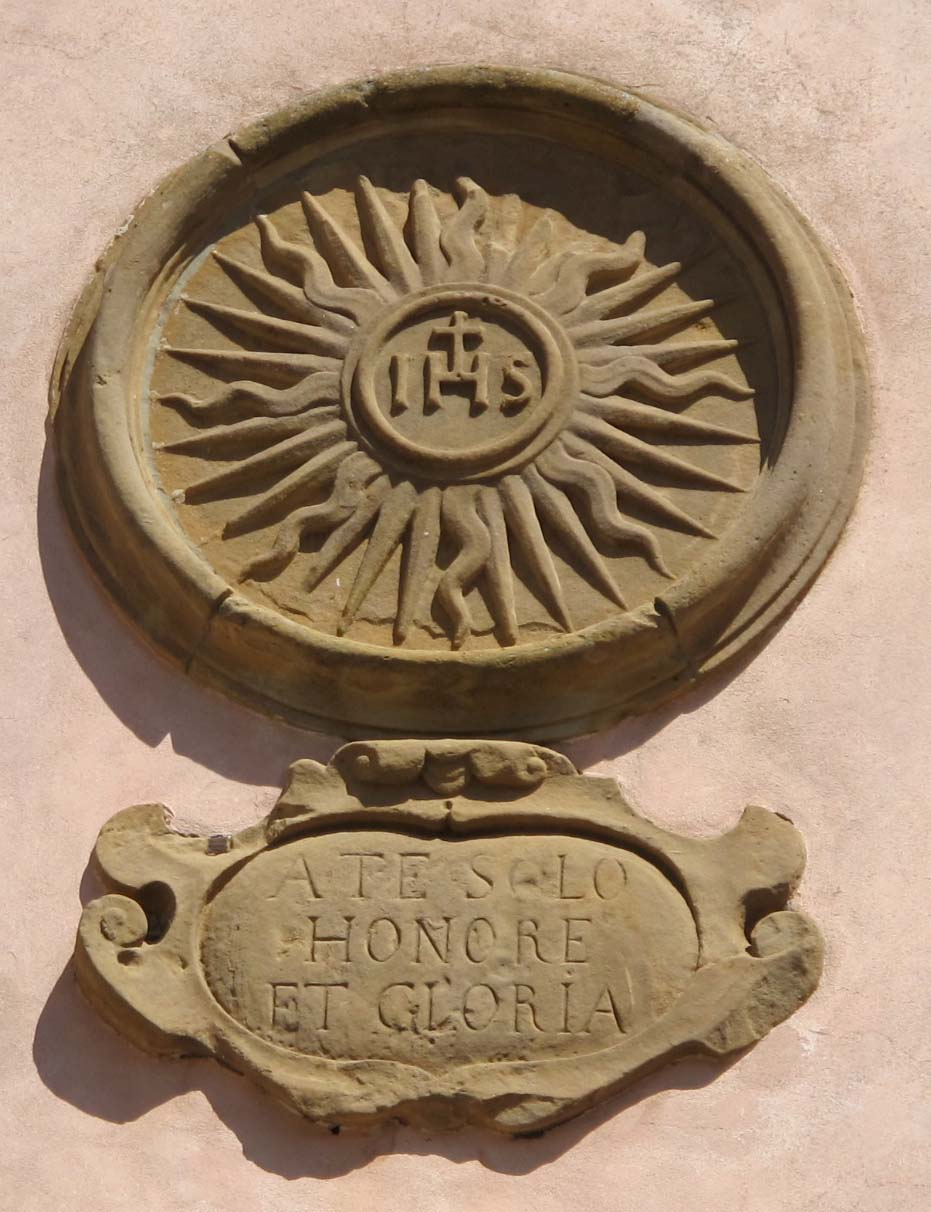
Targa sulla facciata